# ホンダ・PS250
PS250（ピーエスにひゃくごじゅう）は、本田技研工業が2004年から2007年にかけて製造・販売していた排気量が250ccでスクータータイプのオートバイである。

## 概要
2004年6月16日発表、同月30日発売。型式名BA-MF09。Nプロジェクト第5弾となる排気量250ccクラスのスクーターである。
「ラフ」「タフ」「ブコツ」をキーワードにシンプルでありながら様々な用途で独創的な使い方が可能な「道具」を目指しMF04型フォーサイトをベースに開発された。このため搭載されるMC04E型水冷4ストロークSOHC単気筒エンジン・前後連動のコンビブレーキ・オプションでイモビライザーアラームキットが装備できるプレワイヤリングなど多くのコンポーネンツを共有する。
一方で独自装備としては、前後90mm/10段階のスライド機能を持つ可倒式シートを搭載し、運転者の大型バックレストとしても使用可能であり、空いたスペースはフラットで大きな荷台として活用することも可能である。
また本モデルはBig Ruckusの車名で北米地区にも輸出された。

## 遍歴
2004年6月16日発表 同月30日発売
以下の車体色を設定
- トワイライトグレーxアクシスグレイメタリック
- カムフラージュグリーンxブラック
- パロットイエローxマットアクシスグレイメタリック

2005年12月20日発表 同月21日発売
以下のマイナーチェンジを実施
- ヘッドライトを角型1灯から丸型横デュアル2灯へ変更[注 3]
- ヘルメットホルダー位置をタンデムシート横に移設
- 車体色を以下の3色へ変更
  - ハーベストベージュ
  - ブラック
  - カムフラージュグリーン
- ボディとフレームも同色化

2007年8月31日
平成10年自動車排出ガス規制適応車である本モデルは、継続生産期限となり生産終了。